# Commodore Plus/4
Commodore PLUS 4 - C232/264/364 (PLUS 4 - C232/264/364) је кућни рачунар, производ фирме Комодор (Commodore) који је почео да се израђује у САД током 1984. године.
Користио је 7501 као централни микропроцесор а RAM меморија рачунара PLUS 4 - C232/264/364 је имала капацитет од 64 KB. 

## Детаљни подаци
Детаљнији подаци о рачунару PLUS 4 - C232/264/364 су дати у табели испод.
|                       |                                                                                   |
| [ 1 ]                 |                                                                                   |
| Произвођач            | Комодор                                                                           |
| Тип                   | кућни рачунар                                                                     |
| Меморија              | 64 (60 слободно за корисника, и само 48 слободно при кориштењу високе резолуције) |
| Поријекло             | Сједињене Америчке Државе                                                         |
| Година                | 1984                                                                              |
| Тастатура             | пуни помак тастера, 67 тастера са 4 функцијска тастера и 4 тастера смјера         |
| Процесор              |                                                                                   |
| Фреквенција процесора | 0,89 или 1,76                                                                     |
| RAM                   | 64 (60 слободно за корисника, и само 48 слободно при кориштењу високе резолуције) |
| ROM                   | 64                                                                                |
| Текст                 | 40 знакова x 25 линија                                                            |
| Графика               | неколико модова, највише: 320 x 200 тачака                                        |
| Боја                  | 121 (15 боја x 8 освјетљења + црна)                                               |
| Звук                  | два канала; 4 октава + бијели шум                                                 |
| Димензије             | 42,3 (ширина) x 23,9 (дубина) x 6,7 (висина)                                      |
| Портови               |                                                                                   |
| Оперативни систем     | KERNAL, Commodore BASIC                                                           |